# 후라보노

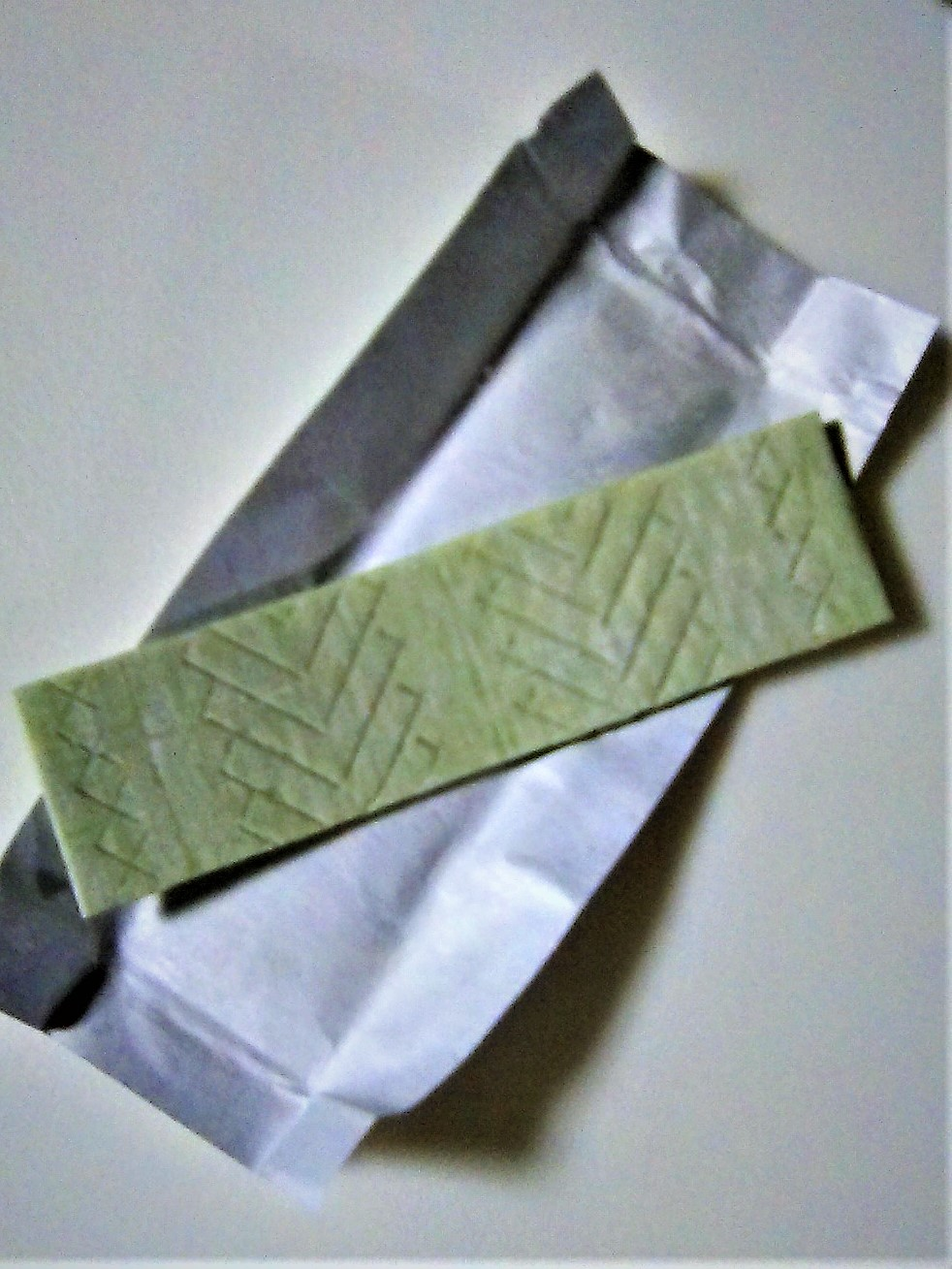
후라보노 껌

《후라보노》는 롯데웰푸드가 1990년대부터 만든 껌이다. 녹차추출물과 데오탁이 함유되어 있으며, 입냄새 제거에 효과가 있다. 해당 껌은 2010년 현재 페퍼민트 맛, 복숭아 맛 총 두가지 종류로 판매되고 있다.

## 관련 논란
《후라보노》는 2009년 당시 롯데제과 편법가격인상 논란의 대상이 된 적이 있다. 특히 해당 껌은 500원으로 가격을 인상한 상태에서 용량을 20g에서 17g으로 줄였다는 사실 대한민국 국정감사를 통해 드러나게 되었다.

## 같이 보기
- 껌
- 풍선껌
- 사탕
- 젤리
- 츄잉껌